# Les Aventures de l'oncle Ernest
Les Aventures de l’oncle Ernest est une série de cinq jeux vidéo d’aventure et de réflexion, conçus par Éric Viennot, développés par Lexis Numérique et publiés par Emme Interactive entre 1998 et 2004. Une seconde série dans le même univers et destinée aux plus jeunes comprend quatre jeux supplémentaires. Un livre-jeu, Le Trésor de l'oncle Ernest, complète la série.

## Scénario
Le joueur incarne un enfant qui retrouve dans le grenier familial l'album écrit par l'oncle de sa mère, Ernest. Personnage excentrique, inventeur et voyageur hors pair, l'oncle Ernest aurait amassé un véritable trésor caché quelque part, et l'album (qu'il gardait en permanence sur lui et où il notait tout) serait la clef pour le trouver.
L'album se révèle rapidement être bien plus complexe et avancé technologiquement qu'il n'y paraît, regorgeant de mécanismes et même d'animaux vivants. Cependant il n'échappe pas à l'influence du temps, un phénomène qui se traduit notamment par des invasions de cloportes au travers des pages. Le joueur a donc aussi pour mission de sauver l'album de la destruction qui le menace.

## Système de jeu
L'interface du jeu se présente sous la forme d'un livre ouvert sur une double-page. Le joueur peut sauter entre les différentes pages en cliquant sur le marque-page adéquat. 
Si le joueur n'a accès qu'à quelques marque-pages au début de l'aventure, il peut en débloquer progressivement de nouveaux en résolvant les énigmes présentes sur les pages qu'il possède déjà.
Chaque page contient en effet un ou plusieurs mécanismes qui nécessitent de résoudre une énigme ou de faire un mini-jeu pour s'activer. Une fois le mécanisme activé avec succès, une transition s'opère et l'accès à une nouvelle double-page et marque-page associé est débloqué. 
Chaque page contient des objets interactifs allant du simple objet inanimé, comme un caillou, un coquillage ou une noix, à des animaux bien vivants et mobiles dans la page, comme une grenouille, un papillon ou un oiseau. Le joueur peut, au moyen du curseur de la souris, saisir et déplacer ces objets, et même les stocker en dehors du carnet en vue de les réutiliser plus tard, éventuellement sur une autre page (les animaux devenant temporairement immobiles en dehors de l'album). Des feuilles de papier roulées en boule peuvent être ouvertes pour y lire un messager cryptique qui est un indice pour résoudre l'énigme de la page. 
Une énigme classique dans le jeu inclut l'utilisation d'un appareil photo pour prendre un cliché d'un endroit ou objet du carnet, puis le placement de la photo dans un emplacement adéquat sur une autre page.

## Production
Les jeux sont conçus par Éric Viennot. L'oncle Ernest est incarné par Michel Beaujard dans le premier volet et par Maurice Lustyk dans tous les autres épisodes. Ce dernier ne l'incarne que physiquement puisqu'il est doublé par Patrice Baudrier. Les musiques des différents jeux ont été composées par Jean Pascal Vielfaure et Frédéric Lerner. Les titres de la bande originale de Vielfaure sont désormais disponibles à l’écoute sur le site du compositeur.

## Titres de la série

### Ludographie

#### Série principale
- 1998 : L'Album secret de l'oncle Ernest
- 1999 : Le Fabuleux Voyage de l'oncle Ernest
- 2000 : L'Île mystérieuse de l'oncle Ernest
- 2003 : Le Temple perdu de l'oncle Ernest
- 2004 : La Statuette maudite de l'oncle Ernest

#### SérieBidule
- 2002 : La Boîte à bidules de l'oncle Ernest
- 2003 : Le Bidulo Trésor de l'oncle Ernest
- 2004 : Big Bang Bidule chez l'oncle Ernest
- 2006 : La Boîte à bidules : Mission bidule WX-755